# Ophiopyrgus trispinosus
Ophiopyrgus trispinosus is een slangster uit de familie Ophiuridae.
De wetenschappelijke naam van de soort werd in 1904 gepubliceerd door René Koehler.